# Vulpia geniculata
Vulpia geniculata là một loài thực vật có hoa trong họ Hòa thảo. Loài này được (L.) Link miêu tả khoa học đầu tiên năm 1827.